# Route nationale 579a
La route nationale française 579A, ou RN 579A, reliait la commune d'Aimargues (30) à l'échangeur de Gallargues-le-Montueux (numéro 26) sur l'autoroute A9.
Elle a été renumérotée plus tard en N 313, actuellement D 6313.
Sa distance était de 5 km.